# Saison 2015 de l'équipe cycliste SEG Racing
La saison 2015 de l'équipe cycliste SEG Racing est la première de cette équipe.

## Préparation de la saison 2015

### Sponsors et financement de l'équipe
SEG Cycling, un bureau de management qui compte dans ses rangs des coureurs comme Daniel Martin, Sep Vanmarcke, Niki Terpstra ou Bauke Mollema, lance à la fin de la saison 2014 un projet d'équipe continentale basée sur la structure de l'équipe Koga qui disparaît à la fin de la saison 2014.

### Arrivées et départs
L'équipe étant nouvelle, tous les coureurs proviennent d'autres équipes.

### Objectifs
L'équipe a pour but de « créer un centre de formation pour amener des jeunes au niveau WorldTour ».

## Coureurs et encadrement technique

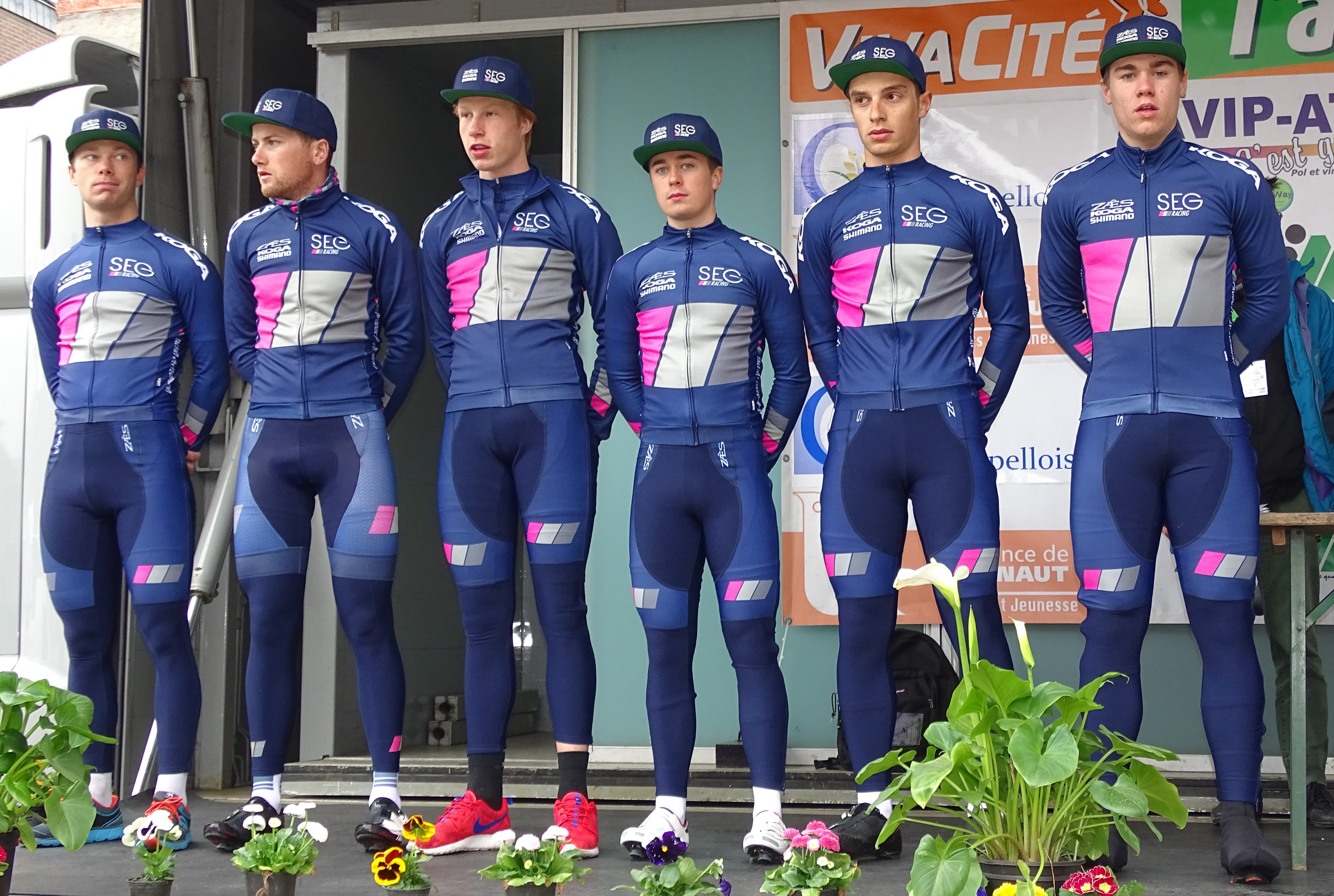
L'équipe lors du Triptyque des Monts et Châteaux 2015.

### Effectif
Seize coureurs constituent l'effectif 2015 de SEG Racing. Jonas Bokeloh, champion du monde sur route juniors, est recruté. Rob Leemans, alors membre de Lotto-Belisol U23, avait initialement signé un contrat avec Giant-Shimano Development, mais comme elle a arrêté ses activités, il lui a été proposé d'aller chez SEG Racing. Le 4 janvier 2015, l'équipe annonce ces deux dernières signatures : le Malaisien Loh Sea Keong et le Chinois Zhi Hui Jiang.
| Effectif 2015                    | Effectif 2015     | Effectif 2015 | Effectif 2015                        |
| Cycliste                         | Date de naissance | Pays          | Équipe précédente                    |
| -------------------------------- | ----------------- | ------------- | ------------------------------------ |
| Magnus Bak Klaris                | 23 janvier 1996   | Danemark      | Team Cycling Elite Copenhagen (2014) |
| Jenthe Biermans                  | 30 octobre 1995   | Belgique      | Giant-Shimano Development (2014)     |
| Jonas Bokeloh                    | 16 mars 1996      | Allemagne     |                                      |
| Koen Bouwman (1 janv.–31 juill.) | 2 décembre 1993   | Pays-Bas      | Jo Piels (2014)                      |
| Jasper Bovenhuis                 | 27 juillet 1991   | Pays-Bas      | Koga (2014)                          |
| Davy Gunst                       | 30 janvier 1995   | Pays-Bas      | EFC-Omega Pharma-Quick Step (2014)   |
| Yoeri Havik                      | 19 février 1991   | Pays-Bas      | De Rijke (2014)                      |
| Fabio Jakobsen                   | 31 août 1996      | Pays-Bas      | GRC Jan van Arckel (2014)            |
| Zhi Hui Jiang (1 juill.–31 déc.) | 3 mars 1994       | Chine         | Giant-Champion System (2014)         |
| Steven Lammertink                | 4 décembre 1993   | Pays-Bas      | Jo Piels (2014)                      |
| Rob Leemans                      | 1 juillet 1993    | Belgique      | Lotto-Belisol U23 (2014)             |
| Robert-Jon McCarthy              | 30 mars 1994      | Australie     | An Post-ChainReaction (2014)         |
| Alex Peters (1 janv.–31 juill.)  | 31 mars 1994      | Royaume-Uni   | Madison Genesis (2014)               |
| Loh Sea Keong                    | 2 novembre 1986   | Malaisie      | Giant-Shimano (2014)                 |
| Julius van den Berg              | 23 octobre 1996   | Pays-Bas      | WV Viking-Waterland (2014)           |
| Ricardo van Dongen               | 18 juin 1994      | Pays-Bas      | Rabobank Development (2014)          |
|                                  |                   |               |                                      |
| Source : UCI                     |                   |               |                                      |

Portraits
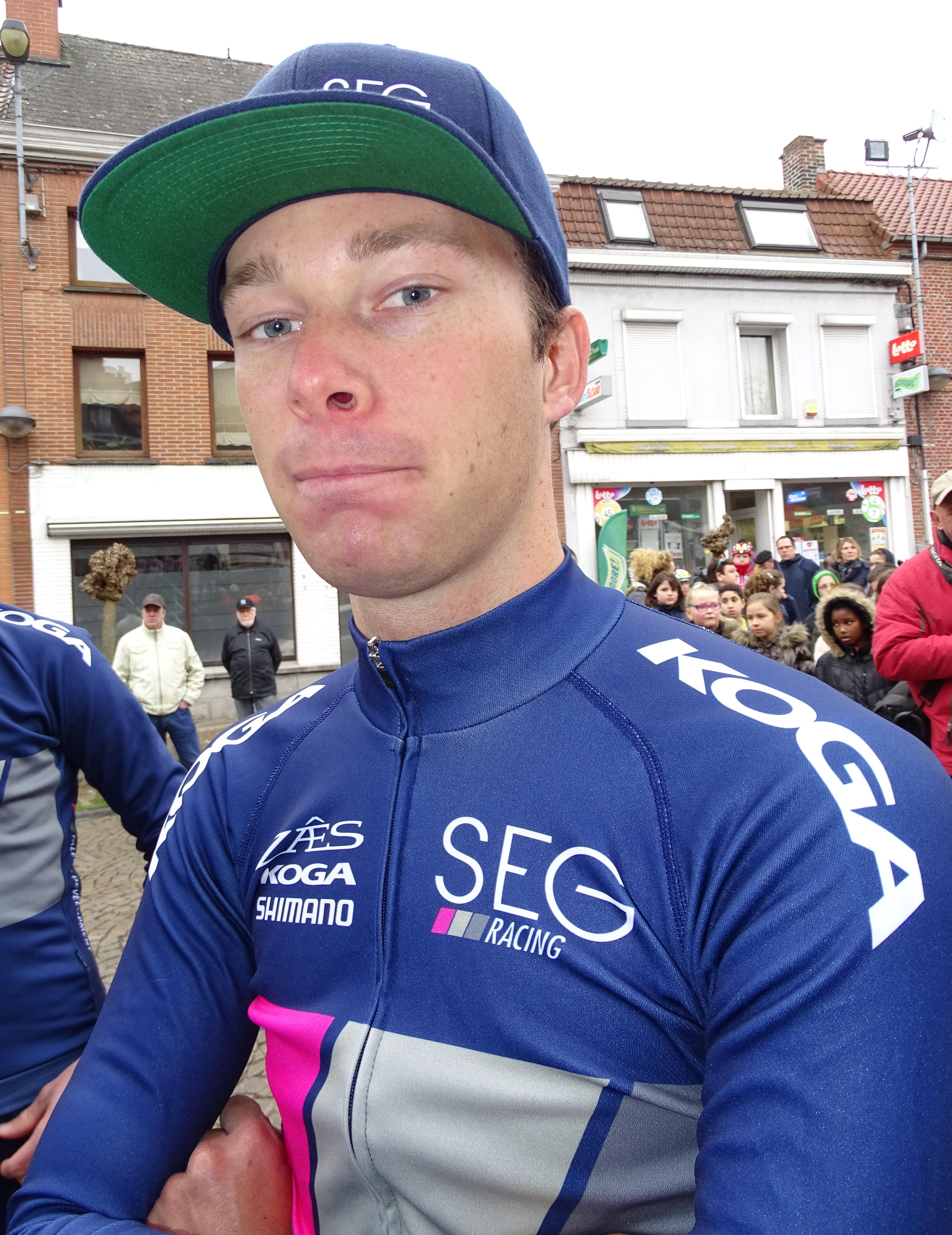
Steven Lammertink.
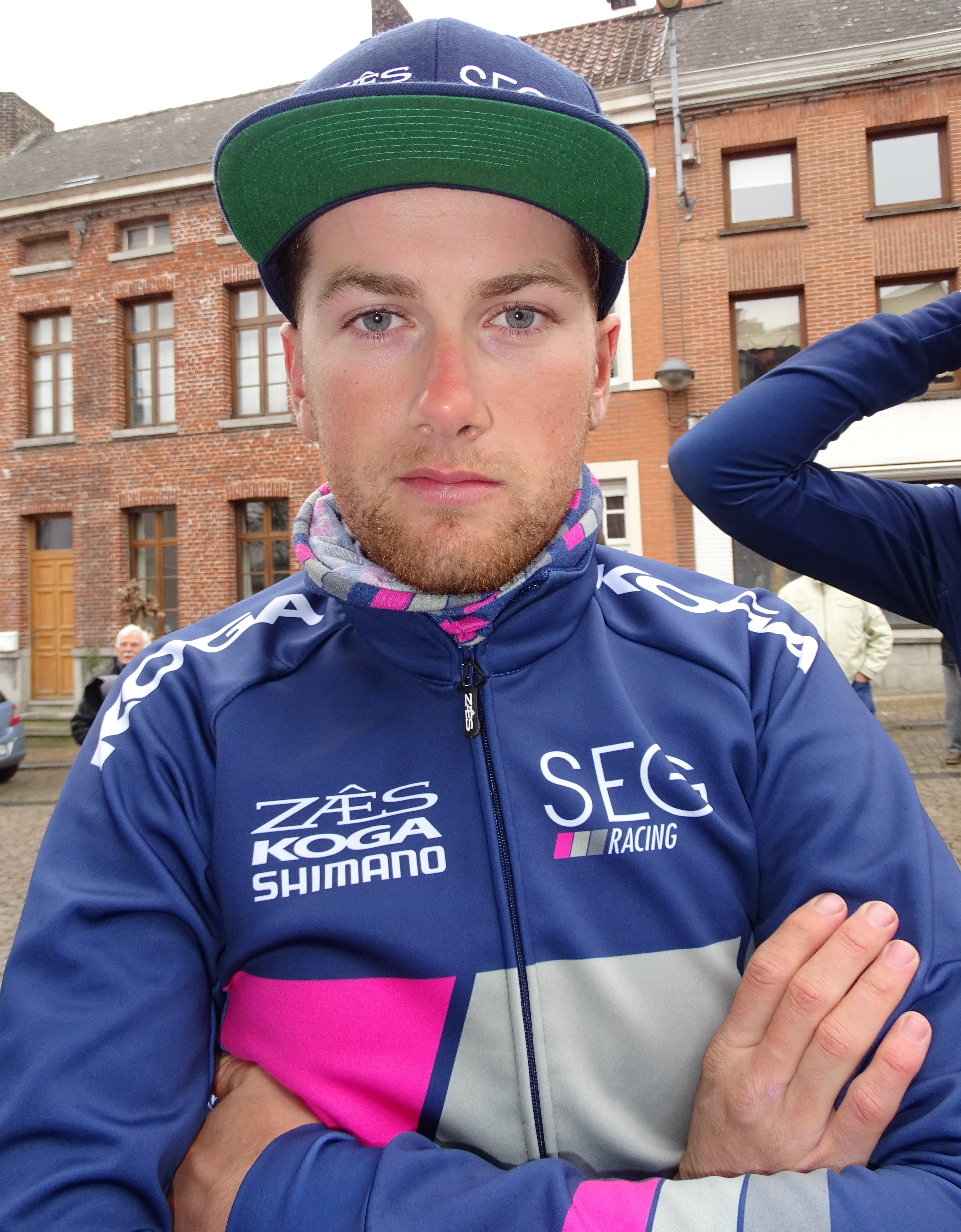
Robert-Jon McCarthy.
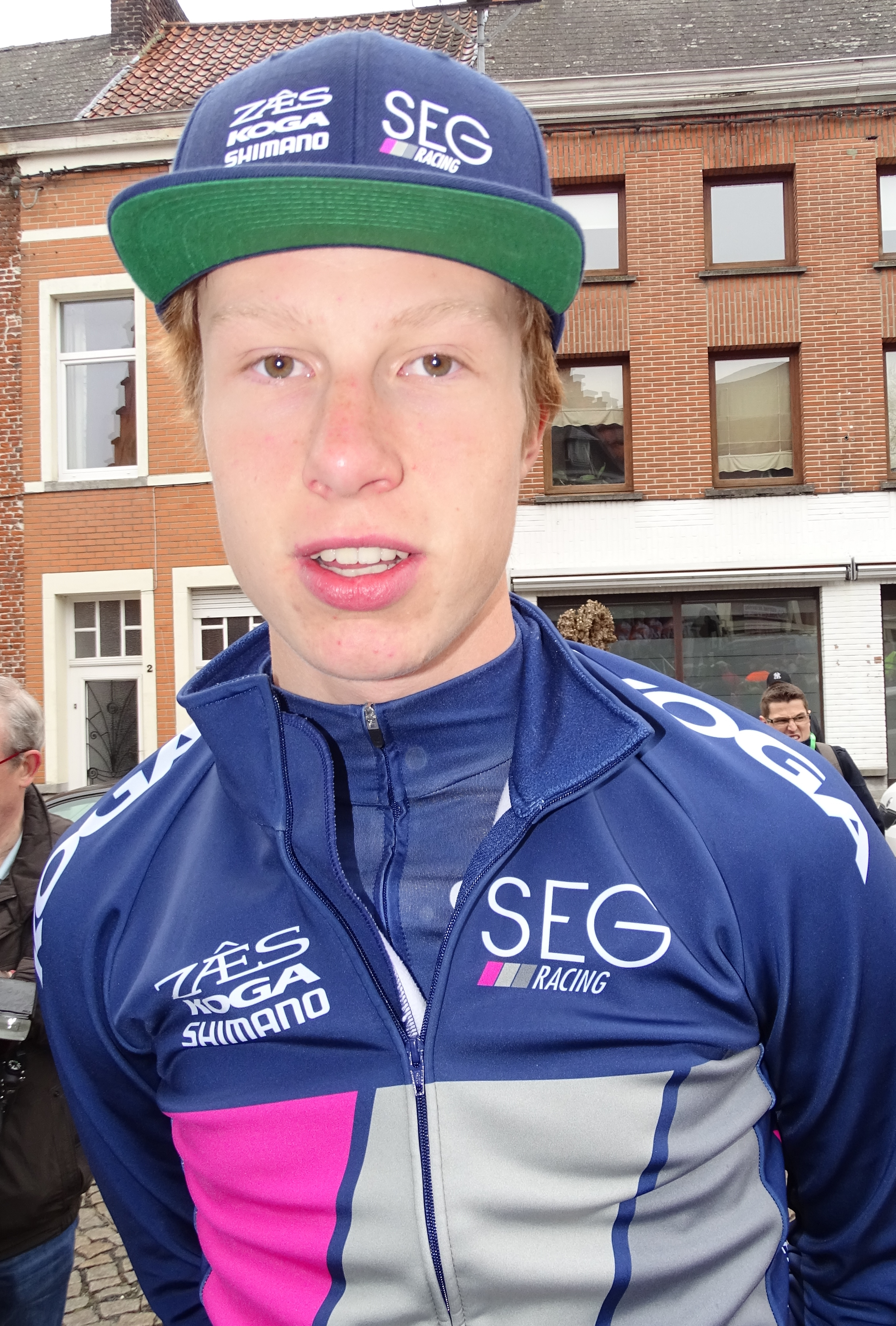
Julius van den Berg.
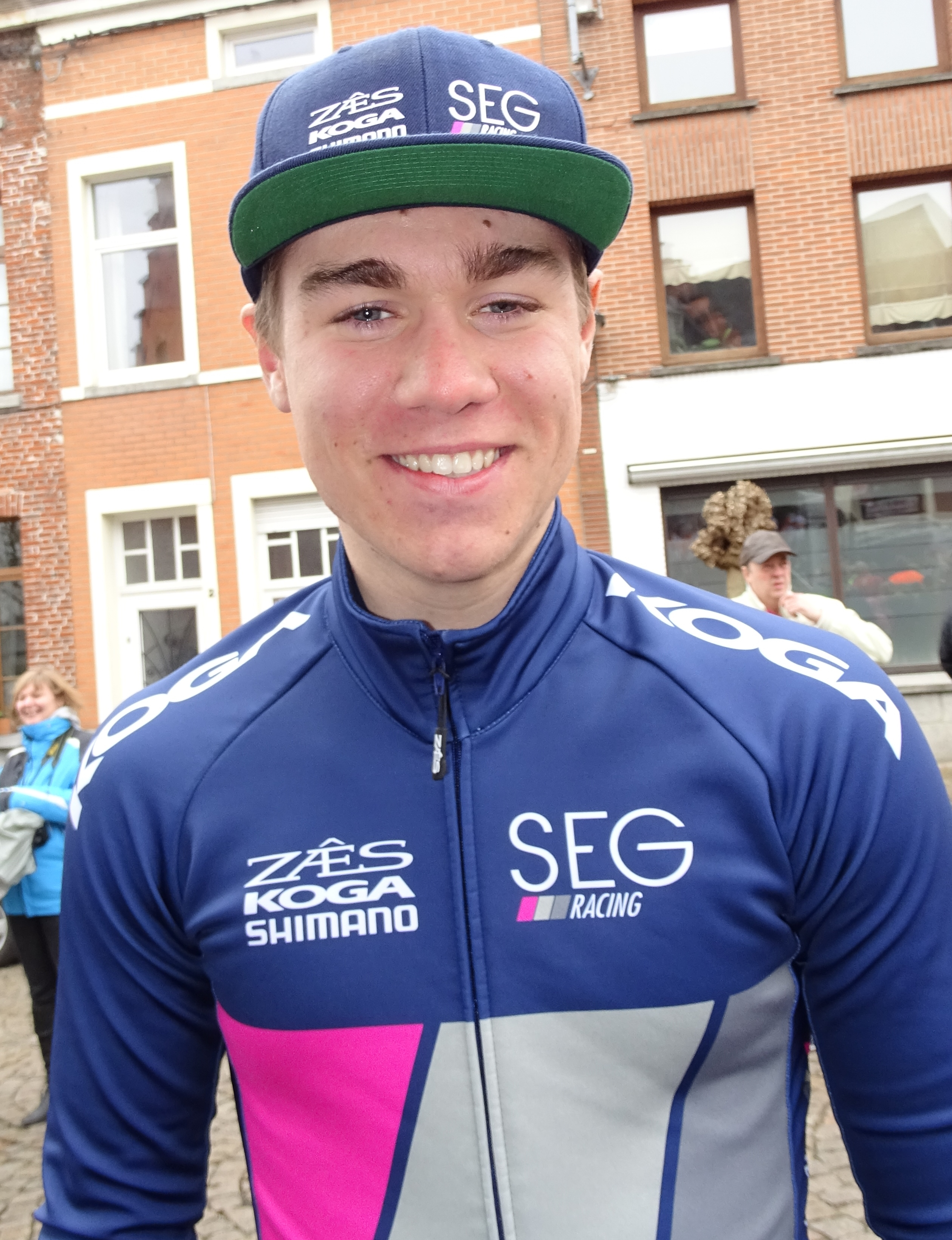
Fabio Jakobsen.
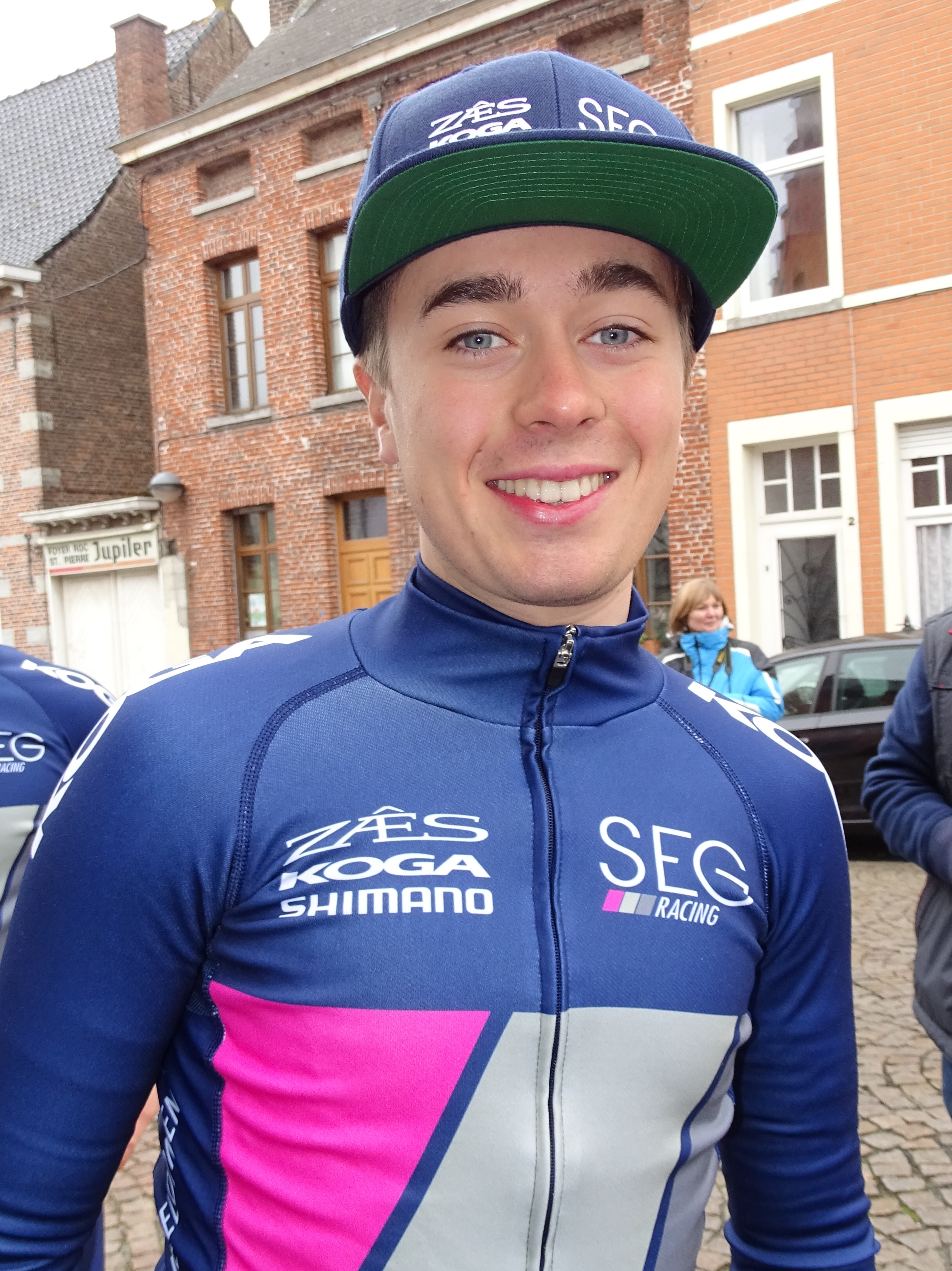
Magnus Bak Klaris.
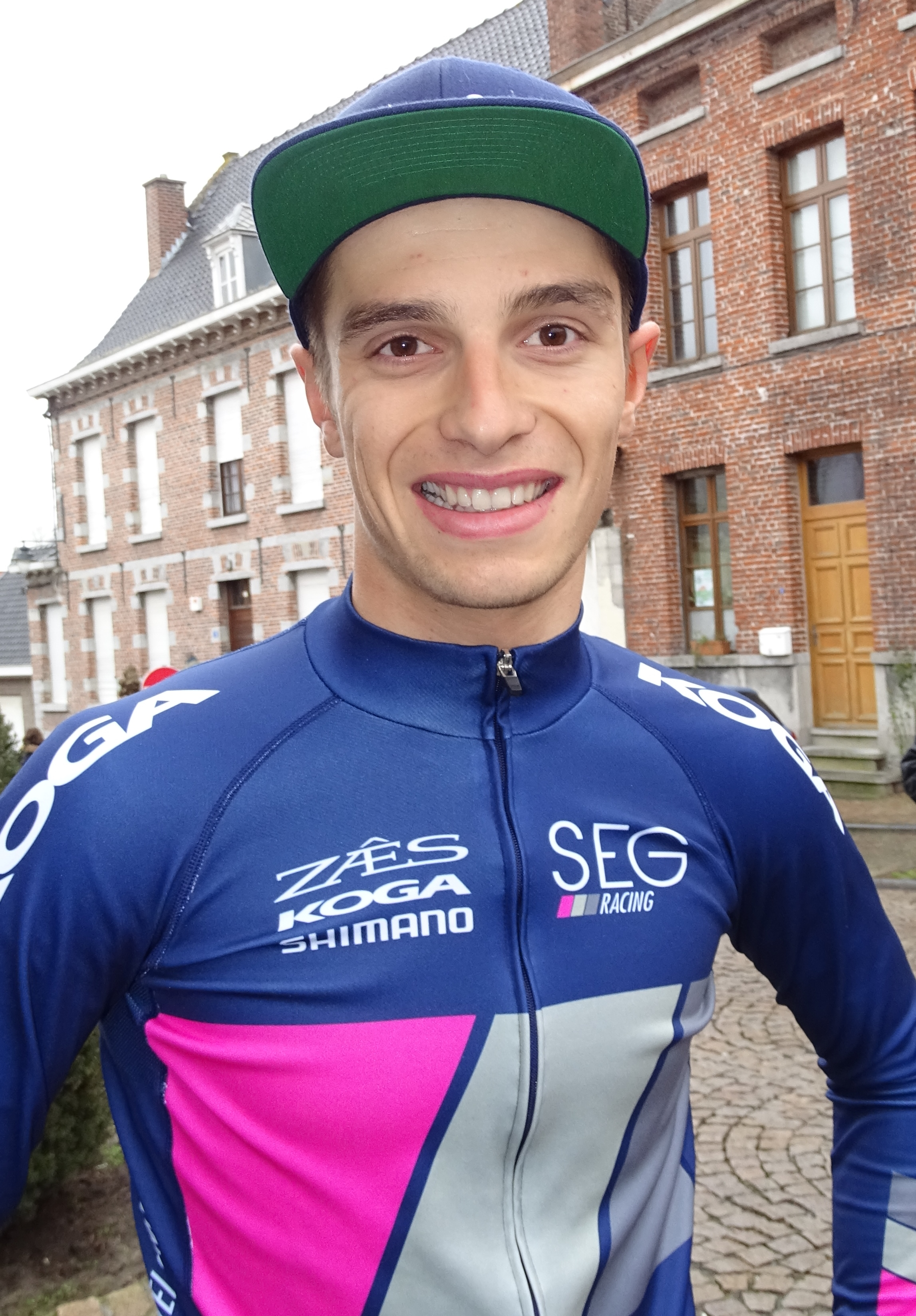
Jenthe Biermans.

### Encadrement
Neil Martin et Michiel Elijzen sont directeurs sportifs, Martijn Berkhout et Eelco Berkhout managers.

## Bilan de la saison

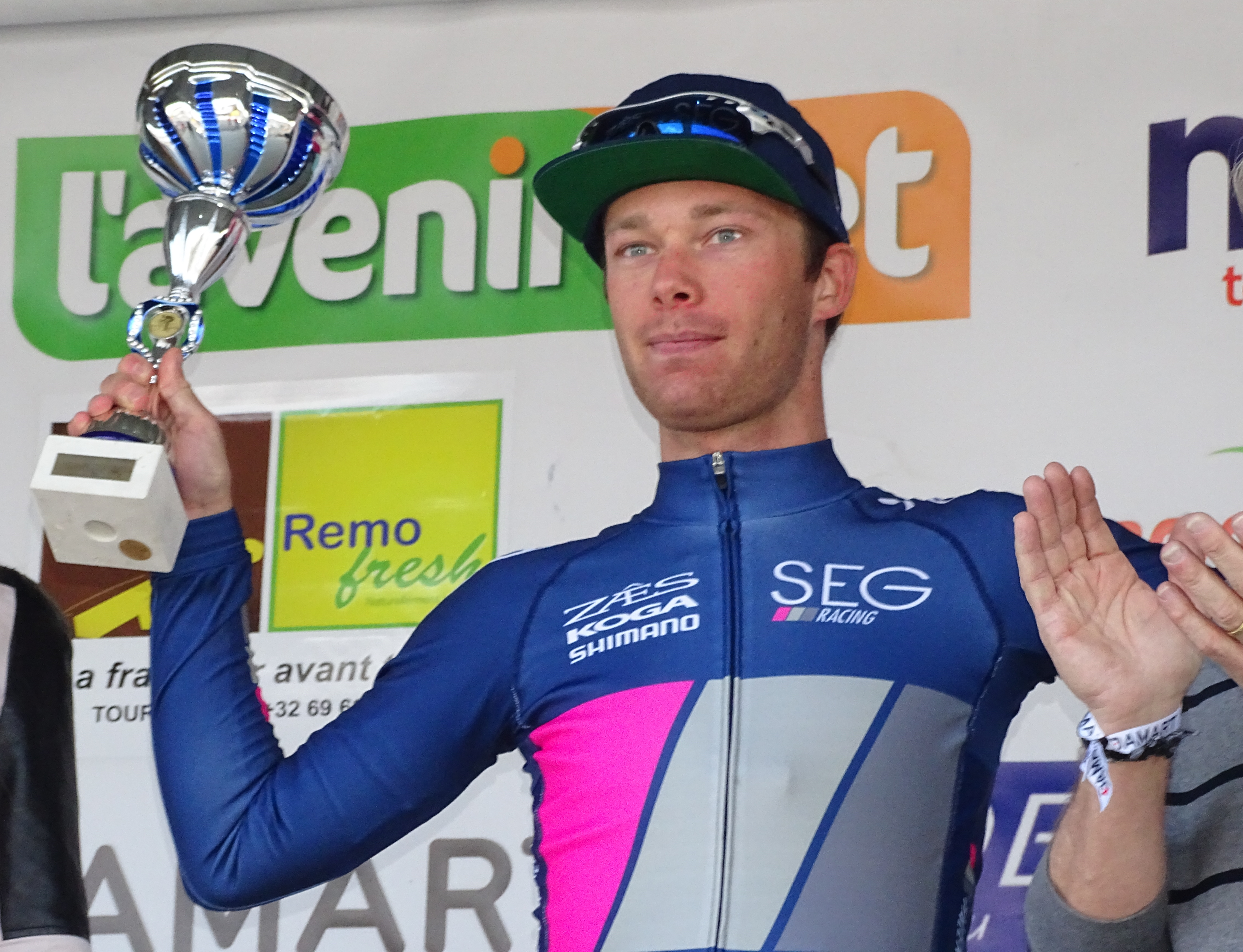
Steven Lammertink, vainqueur de la 3e étape du Triptyque des Monts et Châteaux 2015.

### Victoires

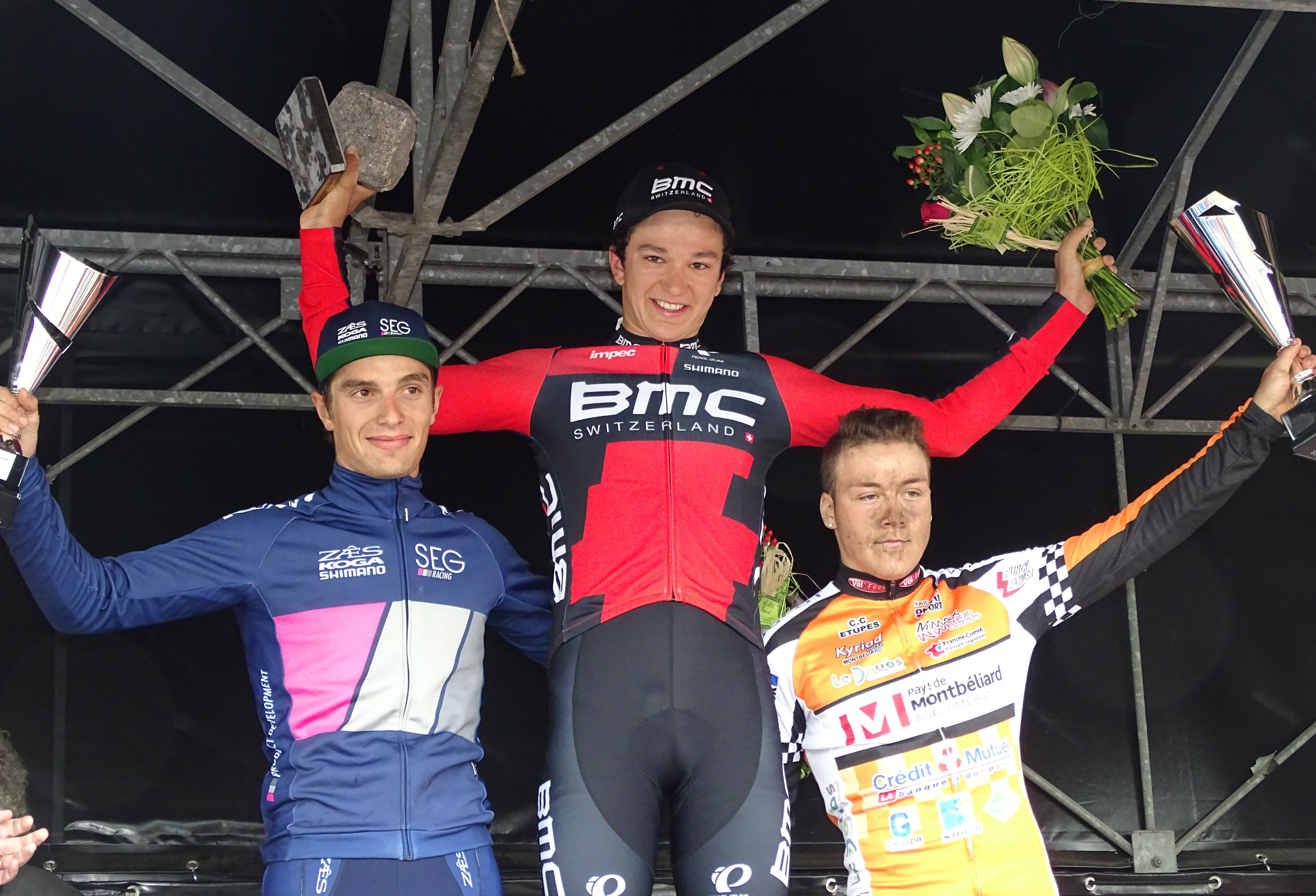
Podium de l'édition 2015 de Paris-Roubaix espoirs : Jenthe Biermans (2e), Lukas Spengler (1er) et Hugo Hofstetter (3e).

| Date       | Course                                               | Pays      | Classe | Vainqueur         |
| ---------- | ---------------------------------------------------- | --------- | ------ | ----------------- |
| 05/04/2015 | 3e étape du Triptyque des Monts et Châteaux          | Belgique  | 2.2    | Steven Lammertink |
| 18/04/2015 | Arno Wallaard Memorial                               | Pays-Bas  | 1.2    | Jasper Bovenhuis  |
| 28/04/2015 | 4e étape du Tour de Bretagne                         | France    | 2.2    | Alex Peters       |
| 15/05/2015 | 2e étape du Tour de Berlin                           | Allemagne | 2.2U   | Steven Lammertink |
| 16/05/2015 | Classement général du Tour de Berlin                 | Allemagne | 2.2U   | Steven Lammertink |
| 24/06/2015 | Championnat des Pays-Bas du contre-la-montre espoirs | Pays-Bas  | CN     | Steven Lammertink |
| 19/07/2015 | 5e étape du Tour de la Vallée d'Aoste                | France    | 2.2U   | Koen Bouwman      |